# Javier Pérez Capdevila

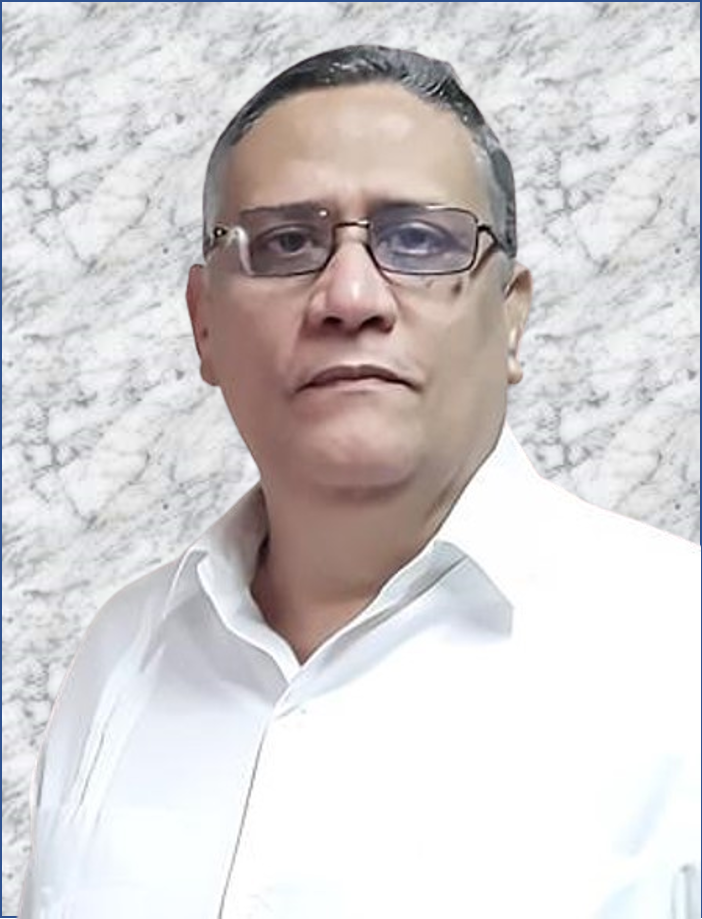
Javier Perez-Capdevila (Dez., 2021)

Javier Pérez Capdevila (geboren am 7. Februar 1963 in Guantánamo) ist ein kubanischer Mathematiker und Professor, bekannt für die Einführung der Operation Mischungen von Fuzzy-Mengen, neben anderen theoretischen Beiträgen zur Fuzzy-Logik, sowie für die Einführung eines Konzepts von Arbeitskompetenz mit einer Methode zu deren Messung. Er hat einen Doktorgrad in Wirtschaftswissenschaften.

## Wichtigste wissenschaftliche Beiträge
Ausgehend vom Konzept des Indexes oder Koeffizienten der Angemessenheit, das Jaume Gil Aluja 1996 vorstellte, können viele Unentschieden in der Angemessenheit auftreten. Um dieses Problem zu lösen, führte Pérez Capdevila die Konzepte des Übergewichts bei der Anpassung, des Fuzzy-Koeffizienten für gleiche Angemessenheitskoeffizienten und des angepassten Tie-breaker-Koeffizienten für gleiche Angemessenheitskoeffizienten ein, die er mit Präzision definiert, um eine unbestimmte Anzahl von Fällen mit gleichen Angemessenheitskoeffizienten auszupacken und so eine Theorie über die Eignung von Kandidaten für ein vorgegebenes Profil zu vervollständigen.
Er entwickelte die Operation der Mischung von Fuzzy-Mengen, bei der aus Elementen unterschiedlicher Natur neue Elemente mit bestimmten Zugehörigkeitsgraden gewonnen werden.
Im Bereich der Organisation untersucht er mit Hilfe einer Mischung aus Unscharfe Mengen und der theoretischen Methode der Analyse und Synthese die chronologischen Definitionen von Kompetenzen und liefert eine neue Definition dieser (Kompetenz Organisation), die ihre Messung erleichtert. Auf der Grundlage dieser wissenschaftlichen Tatsache entwickelt Perez-Capdevila einen Arbeitsalgorithmus zur Messung von Kompetenzen aus menschlicher Sicht und zur Erstellung von Landkarten (die sie definieren), eine Klassifizierung von Personen auf der Grundlage der Elemente ihrer Kompetenzen, ein Verfahren zur Korrelation von Kompetenzen und Gehalt und einen Simulator, der Kompetenzen mit Produktivität und Arbeitsqualität verknüpft.
Er schuf eine Methode zur Bestimmung des Verhältnisses zwischen Arbeitskompetenzen und Gehältern, die die Verluste bewertet, die durch fehlende Kompetenzen (ob arbeitsbezogen oder beruflich) entstehen können. Ebenso konstruierte er ein Simulationsinstrument, um die Kompetenzen mit der Arbeitsproduktivität und der Qualität der Arbeit in Beziehung zu setzen.
Er kritisiert die Art und Weise, wie die SWOT-Analyse(Strengths, Opportunities, Weaknesses and Threats) durchgeführt wird. Laut Perez-Capdevila ist die Verwendung von begrenzten Optionen zur Bewertung der Auswirkungen sowie die gleiche Gewichtung aller Stärken, Chancen, Schwächen oder Bedrohungen. Seiner Meinung nach ist dies ein Modell, das der Realität nicht gerecht wird. Er schlug ein alternatives Verfahren zur Durchführung dieser Analyse vor, bei dem er das Problem der Inkonsistenz anspricht, das bei Expertenabstimmungen auftreten kann.
Er leitete die erste Studie zur Wahrnehmung von Wissenschaft und Technologie, die in Kuba durchgeführt wurde, wobei er die Provinz Guantanamo, in der er wohnt, als Kontext nahm, und zeichnete sich als Forscher bei der ersten Studie zur Bewertung der Nachhaltigkeit in Kuba aus, in Zusammenarbeit mit mehreren kubanischen und spanischen Universitäten.
Er hat zwei neue Konzepte entwickelt: das Rückkehrpotenzial und das Einwanderungspotenzial, deren Anwendung für den Wiederbesiedlungsprozess der kubanischen Berge vorgesehen ist.

## Auszeichnungen und Ehrungen
- Nationaler Preis der Akademie der Wissenschaften von Kuba, der höchste Preis, der von der Akademie der Wissenschaften von Kuba an kubanische Wissenschaftler für relevante Ergebnisse mit offensichtlichen Auswirkungen verliehen wird.[11][12]
- Bestellung (Auszeichnung) „Carlos Juan Finlay“: Es ist die höchste wissenschaftliche Anerkennung, die in Kuba vergeben wird. Diese Auszeichnung wird vom Staatsrat der Republik Kuba an kubanische und ausländische Bürger in Anerkennung außerordentlicher Verdienste für wertvolle Beiträge zur Entwicklung der Natur- oder Sozialwissenschaften, für wissenschaftliche oder Forschungsaktivitäten, die außergewöhnlich zum Fortschritt der Wissenschaften und zum Nutzen der Menschheit beigetragen haben, verliehen.[13]
- Gedenksiegel "Antonio Bachiller y Morales": Die höchste Auszeichnung, die von der kubanischen Gesellschaft für Informationswissenschaften für relevante Beiträge zum Wissensmanagement, sowohl im Bereich der Theorie als auch der Praxis, verliehen wird.[14]
- Ehrensiegel "Schmied der Zukunft": Verliehen von der Nationalen Präsidentschaft der Technischen Jugendbrigaden Kubas in außergewöhnlicher Weise an herausragende Persönlichkeiten der Wissenschaft.[15]
- Auszeichnung Juan Tomás Roig, für mehr als 30 Jahre Dienste, in Anerkennung der erreichten Verdienste als Arbeiter im Zusammenhang mit der wissenschaftlichen Arbeit in mehreren Zweigen der Wirtschaft und des sozialen Lebens des Landes.[14]